# Isis Pogson
Elizabeth Isis Pogson, född 28 september 1852 i Oxford, död 14 maj 1945 i Croydon, var en brittisk astronom och meteorolog.

## Biografi
Pogson föddes i Oxford, som den äldsta dottern till astronomen Norman Robert Pogson i hans första äktenskap, med Elizabeth Jane Ambrose (död 1869). Dottern namngavs, mest troligt, efter Isis, bifloden till Themsen, som flyter genom Oxford.

## Invald i Royal Astronomical Society
Pogson nominerades av sin far till Royal Astronomical Society 1886. Hennes nominering drogs emellertid tillbaka eftersom flera jurister bedömde att kvinnliga medlemmar av det astronomiska sällskapet inte var tillåtet enligt stadgarna. 1920 nominerades Pogson igen, av den brittiske astronomen och Oxford-professorn Herbert Hall Turner, sedan RAS fem år tidigare gjort en ändring i stadgarna. Därmed blev hon andra kvinna in i detta sällskap.

## Mänsklig räknare
Pogson arbetade som assistent åt sin far vid observatoriet i Chennai (med dåvarande namnet Madras), i Indien. 1873 utsågs hon till mänsklig räknare, en post som hon sedan upprätthöll i 25 år.

## Personligt
Den 17 augusti 1902, efter att ha dragit sig tillbaka från astronomin, gifte Pogson sig med sjökaptenen Herbert Clement Kent, i Australien. Paret återvände till England och bosatte sig i Bournemouth och sedan London. Pogson dog, drygt 90 år gammal, i Croydon.